# Достлер, Антон
Антон Достлер (нем. Anton Dostler; 10 мая 1891, Мюнхен — 1 декабря 1945, Аверса, провинция Казерта, Италия) — немецкий офицер, генерал пехоты во время Второй мировой войны.
В первом военном трибунале союзников после войны Достлер был признан виновным в военных преступлениях и приговорен к смерти через расстрел.

## Карьера до 1939
23 июня 1910 года Достлер Королевским указом зачислен фанен-юнкером в 6-й Баварский пехотный полк «императора Вильгельма, короля Пруссии», в котором он 28 октября 1912 года становится лейтенантом. 4 декабря 1915 он получает в своё подчинение первое подразделение, проходя службу в 3-м Королевском Баварском армейском корпусе, и уже 14 января 1916 года он получает звание старший лейтенант. 18 октября 1918 присваивается звание капитан. После войны Достлер поступает на службу в рейхсвер.
1 октября 1924 Достлер был переведён в Берлин для работы в Абвере. Одновременно он начинает учёбу в Берлинском университете. 1 апреля 1932 становится майором.

## Вторая мировая война
С 24 августа 1939 года по 5 февраля 1940 года Достлер работал Операционным начальником в генеральном штабе 7-й армии вермахта. Затем становится начальником штаба XXV армейского корпуса, где он получает 1 сентября 1941 звание генерал-майор. 1 января 1943 года присваивается звание генерал-лейтенант. 22 июня 1943 года Достлер становится командиром XXXXII армейского корпуса и временно командиром VII армейского корпуса. 5 января 1944 года Антон Достлер принял командование LXXV армейским корпусом.

## Расправа над американскими солдатами
22 марта 1944 года пятнадцать военнослужащих армии США (в том числе два офицера) высадились на побережье Италии приблизительно в 100 километрах к северу от города Специя (пляж Sca, расположенный между городами Бонассола и Фрамура), и 400 километрах позади фронта на тот момент. Их миссия состояла в том, чтобы уничтожить тоннель железной дороги между Специей и Генуей. Два дня спустя группа была захвачена итальянскими солдатами и передана немецкой армии. Они были доставлены в город Специя, где содержались около штаба 135-й крепостной бригады, которой командовал полковник Алмерс. Непосредственно штаб входил в состав штаба 75-го армейского корпуса, под командованием генерала Достлера.
Захваченные американские солдаты были допрошены, и один из американских офицеров рассказал задачи и цели их миссии. Эту информацию передали генералу Достлеру в штаб 75-го армейского корпуса. Достлер в свою очередь сообщил об этом немецкому главнокомандующему в Италии, генерал-фельдмаршалу Альберту Кессельрингу. Кессельринг приказал расстрелять американцев. На следующий день, 25 марта, Достлер послал телеграмму в штаб 135-й бригады с приказом расстрелять захваченных солдат. Офицер штаба Достлера, Александр фюрст фон Дона-Шлобиттен, который должен был передать телеграмму в штаб 135-й бригады, сделать это отказался. Как он писал позже в мемуарах, солдаты добровольно сдались в немецкий плен после того, как выполнение миссии потерпело неудачу. Донна-Шлобиттен был уверен в статусе американцев, так как он сам внёс их в журнал боевых действий, и с американцами нужно было обращаться как с военнопленными. Но в силу своего низкого воинского звания он не имел возможности остановить расправу. Донна-Шлобиттен в мае 1944 года был уволен из рядов вооружённых сил из-за отказа выполнить приказ и политической неблагонадёжности. В итоге Достлер сам передал команду о расстреле.
Понимая, что приказ был довольно резким, офицеры 135-й бригады связались с Достлером в попытке избежать расстрела. Достлер послал другую телеграмму, приказывая Алмерсу выполнить распоряжение. Две последних попытки были сделаны офицерами по телефону. Но несмотря на это, все усилия были безуспешны, и пятнадцать пленных американцев были казнены утром 26 марта 1944 года.

## Трибунал и казнь
8 мая 1945 генерал Достлер был арестован американцами и предстал перед Военным трибуналом США в провинции Казерта по обвинению в расстреле 15-ти военнослужащих американской диверсионной группы. В свою защиту Антон Достлер приводил приказ Гитлера от 18 октября 1942 года, который предписывал немедленный расстрел пойманных солдат союзников. Достлер утверждал, что был лишь передаточным звеном в отправке приказа полковнику Алмерсу. Однако суд не внял его аргументам и 12 октября 1945 года приговорил его к смертной казни через расстрел. Этот приговор часто связывается с понятием юстиция победителя. Приговор создал прецедент для Нюрнбергских процессов, так как союзники не признавали ссылку на более высокое командование. Следует заметить, что Кессельринг, который собственно и отдал приказ о расстреле, казни избежал.
Антон Достлер был казнён 1 декабря 1945 года в Аверсе. Расстрел был заснят на чёрно-белый фотоаппарат и кинокамеры.

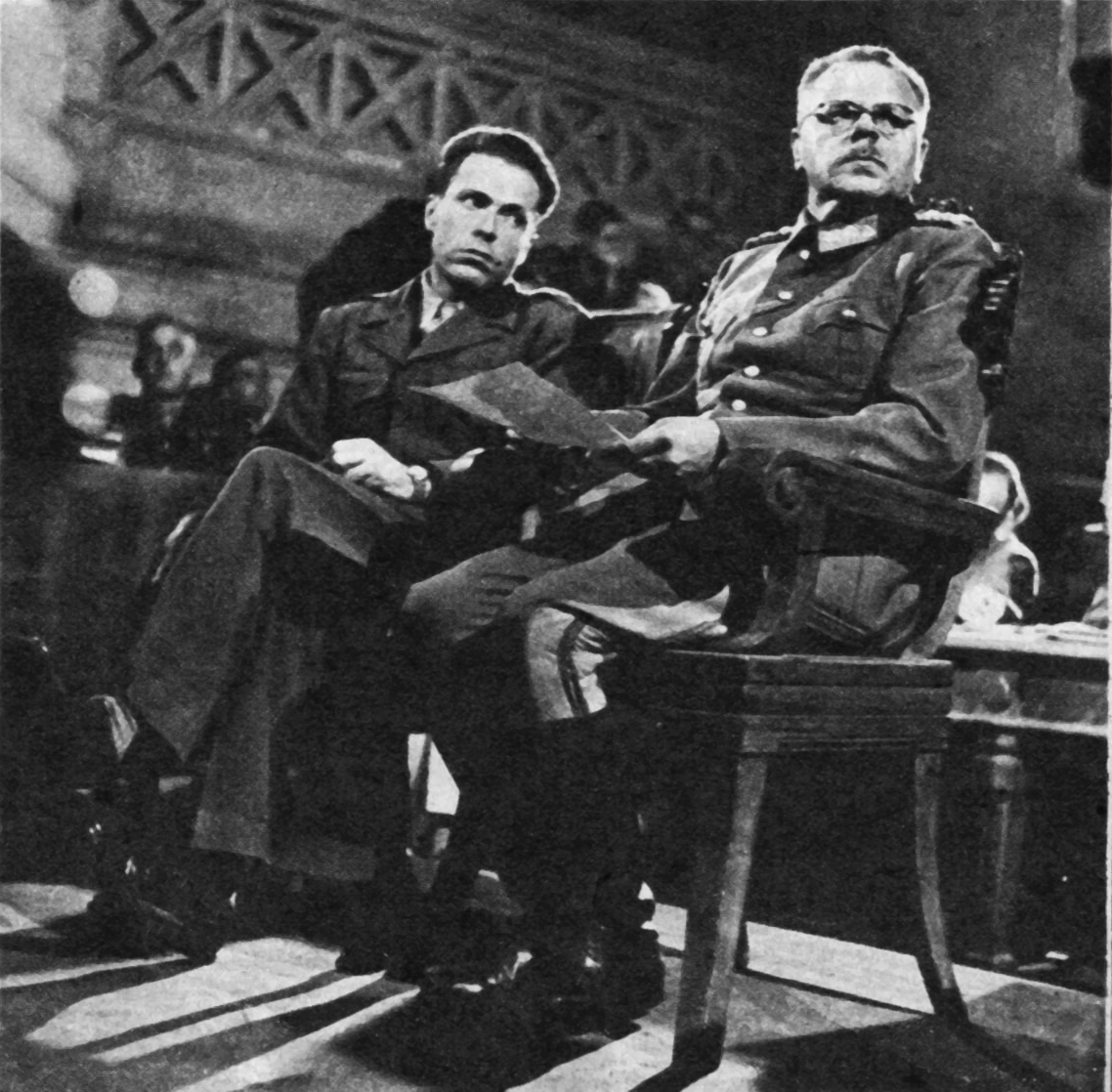
Генерал Антон Достлер на военном трибунале
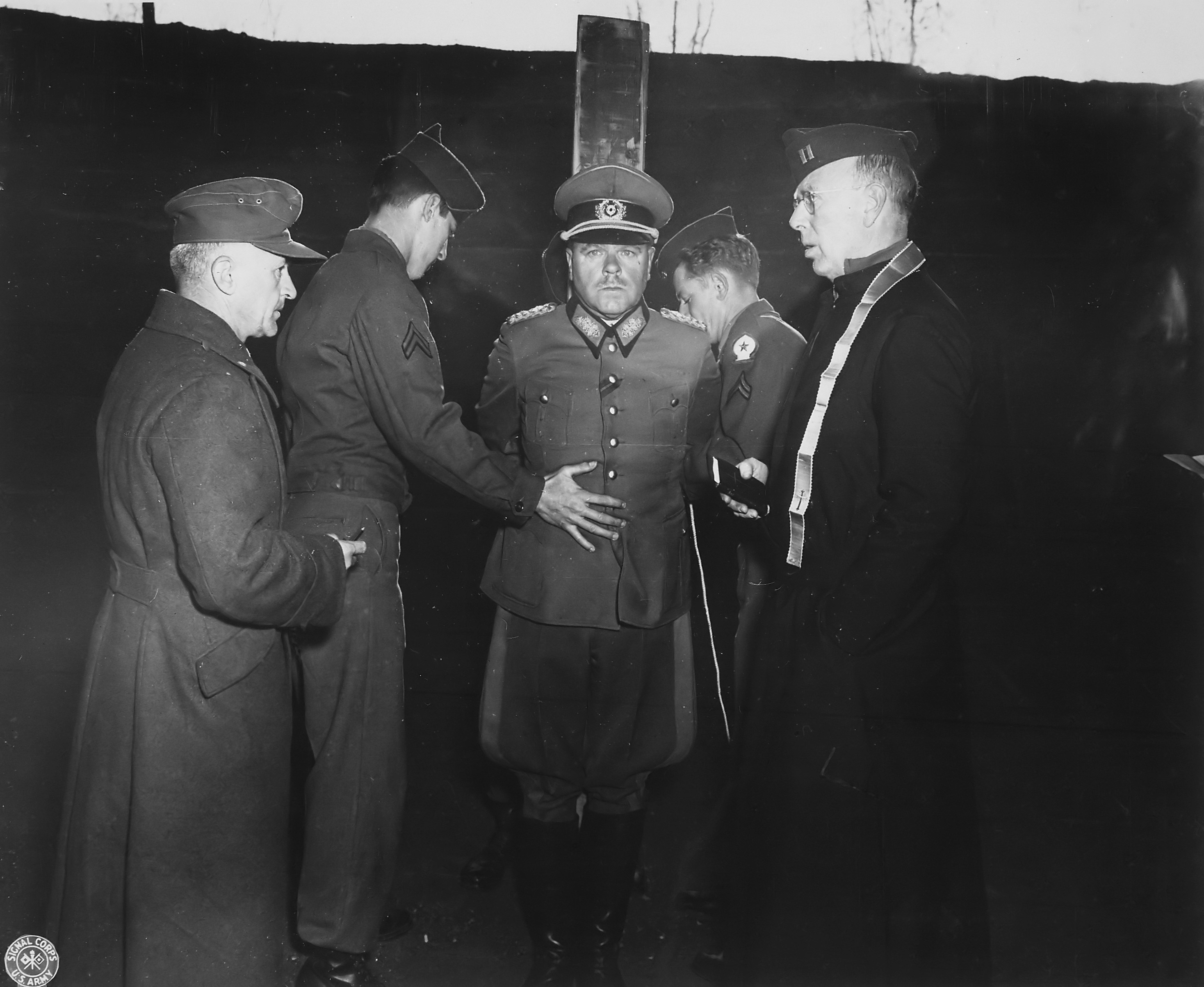
Генерал Антон Достлер, привязанный к столбу перед расстрелом
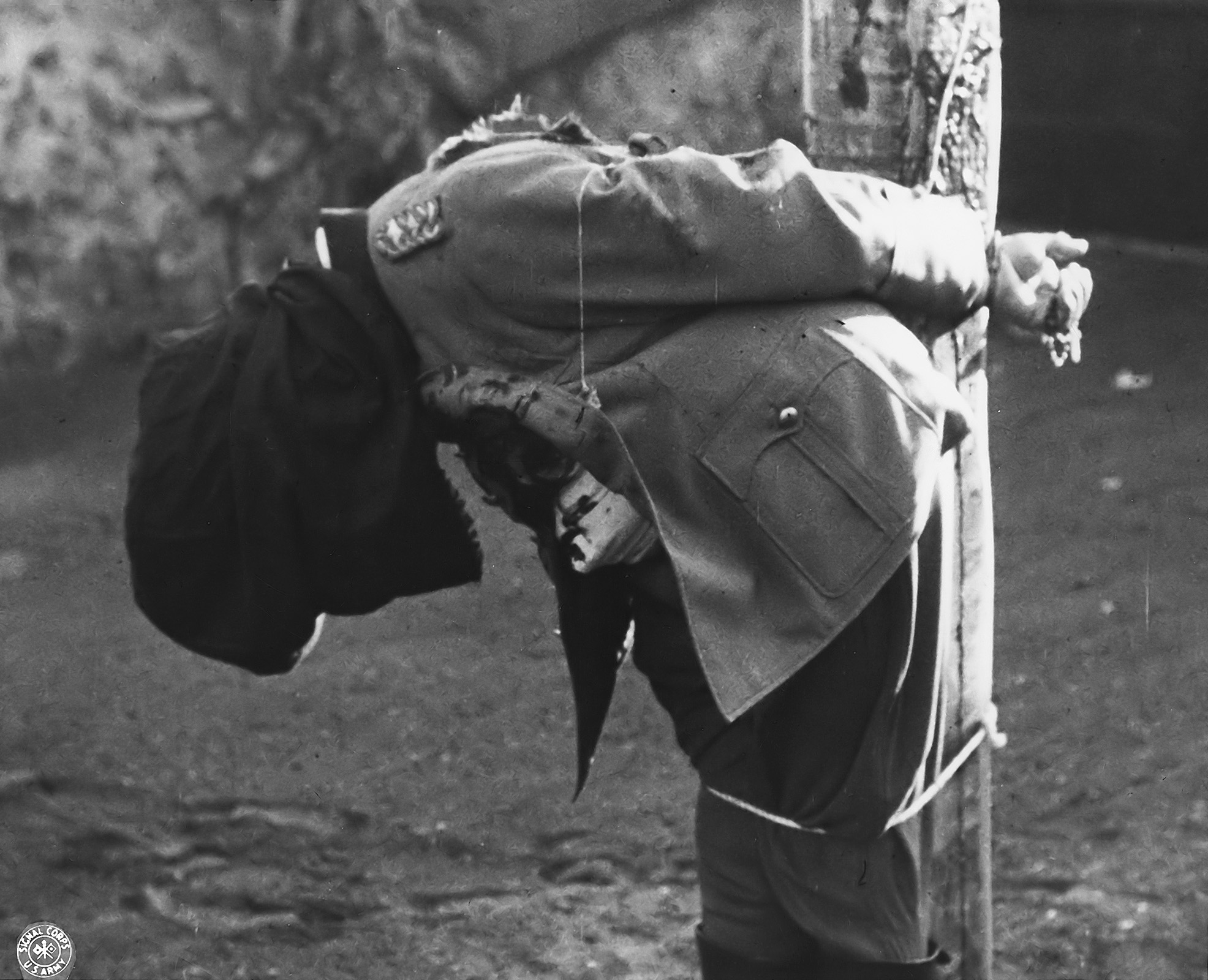
Труп генерала Достлера после расстрела

## Награды
- Железный крест (1914) II и I классов[4]
- Баварский орден «За военные заслуги» IV класса с мечами[4]
- Медаль «В память 13 марта 1938 года»
- Медаль «В память 1 октября 1938 года» с пряжкой Пражский замок
- Медаль «За зимнюю кампанию на Востоке 1941/42»
- Медаль «За выслугу лет в Вермахте» от IV до I класса